# Sondersfeld
Sondersfeld ist ein Gemeindeteil der Stadt Freystadt im Landkreis Neumarkt in der Oberpfalz in Bayern.

## Ortsnamensdeutung
Karl Kugler deutet den Ortsnamen als „südliches Feld“. Eine andere Deutung sieht den Ortsnamen von seiner ältesten Form her in Beziehung zu dem althochdeutschen Personennamen „Sundhari“ stehend.

## Lage
Das Pfarrdorf liegt auf 415 m ü. NHN, links der im Jahr 2000 hier renaturierten Sulz, die in südlicher Richtung der Altmühl zufließt, und nordöstlich des Gemeindesitzes. 

## Geschichte
Als 912 König Konrad I. urkundlich die Schenkungen bestätigt, die er dem Bischof Erchanbald von Eichstätt gemacht hatte, ist unter diesen auch „Sundaresfeld“ genannt. Der Ortsadelige Heinrich von Sondersfeld verkaufte 1328 seine Hofstatt zu Sondersfeld an das Zisterzienserinnenkloster Seligenporten. 1329 werden die Brüder Konrad, Götz und Karl von Sondersfeld genannt; dieser Ortsadel tritt bis 1417 in Erscheinung. 1345 verkaufte ein Ulrich Alersperger dem Deutschordensspital in Nürnberg die „Hofauwiese“ zu Sondersfeld. 1354 teilten die Gebrüder Götz und Albrecht von Wolfstein ihre Güter unter sich, darunter den Zehent von „Sundersveld“. 1403 war das Dorf eine Zugehörung der Burg Niedersulzbürg, die die Wolfsteiner von Schweiker von Gundelfingen erwarben, an ihren Verwandten Eustachius von Lichtenstein, der als Pfleger zu Allersberg saß, weiterverkauften, von dessen Witwe zurückerwarben und nach einem Gerichtsspruch 1404 endgültig wieder in Besitz hatten; 1728 handelte es sich bei dem wolfsteinschen Besitz in Sondersfeld um einen 1⁄8- und vier 1⁄16-Höfe. Einer Güterbeschreibung des Amtes Postbauer der Deutschordensballei Franken zu Ellingen von 1670 ist zu entnehmen, dass ein „Gütl“ zu Sondersfeld dem Orden gehörte.
Zum kurpfälzischen Schultheißenamt Neumarkt gehörend, wurde Sondersfeld, bisher der eichstättisch-hofmärkischen Pfarrei Thannhausen zugehörend, 1542 der Reformation unterworfen und 1580 der seit 1564 protestantischen Pfarrei Freystadt, 1584 der calvinischen Pfarrei Berngau zugeordnet. Unter Pfalzgraf Wolfgang Wilhelm erfolgte 1625 die Rekatholisierung. 1731 kam Sondersfeld als Filiale wieder an Thannhausen zurück.
Die im Dreißigjährigen Krieg 1634 von den Schweden weggebrannte Sondersfelder Kirche wurde 1711 unter Pfarrer Johann Baptist Carl/Karl neu gebaut. 1723 zählte man im Dorf 17 Haushalte, darunter vier Höfe.
Gegen Ende des Alten Reiches, um 1800, bestand Sondersfeld aus 18 Untertanen-Anwesen unterschiedlicher Größe, die grundherrlich und damit niedergerichtlich sieben verschiedenen Ämtern unterstanden: Der Meierhof und vier weitere Anwesen gehörten der Oberen Hofmark des kurbaierischen Schultheißenamtes Neumarkt, zwei Anwesen dem seit 1566 landesherrlichen Klosterrichteramt Seligenporten (mit eigenem Kastenamt in Neumarkt), ein Anwesen dem Deutsch-Ordenspflegamt Postbauer, fünf der ehemals wolfsteinschen Herrschaft und nunmehrigen kurbaierischen Kabinettsherrschaft Sulzbürg-Pyrbaum (seit 1799 dem Hofkastenamt Neumarkt angegliedert), je zwei Anwesen der Adelshofmark Wappersdorf und der Adelshofmark Woffenbach sowie ein Anwesen der Reichsstadt Nürnberg. Die Hochgerichtsbarkeit übte das pfalz-bayerische Schultheißenamt Neumarkt aus. Die zwei 1/16-Höfe der  Hofmark Woffenbach unterstanden 1821 bis 1834 der hofmärkischen Patrimonialgerichtsbarkeit des Grafen Spreti.
Im Königreich Bayern wurde zwischen 1810 und 1820 der Steuerdistrikt Sondersfeld eingerichtet, der neben Sondersfeld die Orte Frettenshofen, Thundorf, Kiesenhof, Kruppach und Wettenhofen angehörten. Mit dem Gemeindeedikt von 1818 wurde die Ruralgemeinde Sondersfeld gebildet, der neben Sondersfeld der Ort Frettenshofen zugeteilt war. Diese Gemeinde war dem Landgericht (ab 1862 Bezirksamt, ab 1879 Landkreis) Neumarkt zugeordnet.
1834 ist von einer Nebenschule des Mesners im eigenen Haus die Rede; zuvor mussten die Kinder nach Reichertshofen zur Schule. 1855 wurde unter der Stiege des Pfarrhauses ein Münzschatz gefunden, den sich die Pfarrstiftung, der Finder und der Fiskus teilten. 1856 erfolgte ein Schulhausneubau, 1883 dessen Erweiterung. 1875 hatte die zwei Orte der Gemeinde insgesamt 249 Einwohner; in Sondersfeld selbst lebten 133 Personen, und dort wurden fünf Pferde und 172 Stück Rindvieh gehalten. 1900, als die „Landgemeinde“ Sondersfeld 479,15 Hektar groß war und 257 Einwohner hatte, wurden 24 Pferde, 323 Stück Rindvieh, 341 Schafe, 208 Schweine und eine Ziege gehalten.
1926 wurde Frettenshofen aus der Pfarrei Thannhausen in die Pfarrei Sondersfeld umgepfarrt und 1927 Kittenhausen aus der Pfarrei Möning in die Pfarrei Sondersfeld gegeben. Heute wird die Pfarrei vom Kloster Freystadt aus seelsorgerlich mitbetreut.
Ein amtliches Verzeichnis von 1961 weist für die Gemeinde Sondersfeld drei Orte aus, nämlich Sondersfeld, Frettenshofen und Kittenhausen. Zu dieser Zeit hatte die Gemeinde 291 Einwohner und war 721,48 Hektar groß. Mit der Gebietsreform in Bayern wurde die Gemeinde Sondersfeld  zum 1. Januar 1972 in die Stadt Freystadt eingemeindet.

### Einwohnerentwicklung
- 1830: 135 (23 Häuser)[23]
- 1840: 146[24]
- 1871: 133 (50 Gebäude)[25]
- 1900: 138 (29 Wohngebäude)[26]
- 1938: 131[27]
- 1961: 125 (30 Wohngebäude)[28]
- 1987: 121 (27 Wohngebäude, 28 Wohnungen)[29]

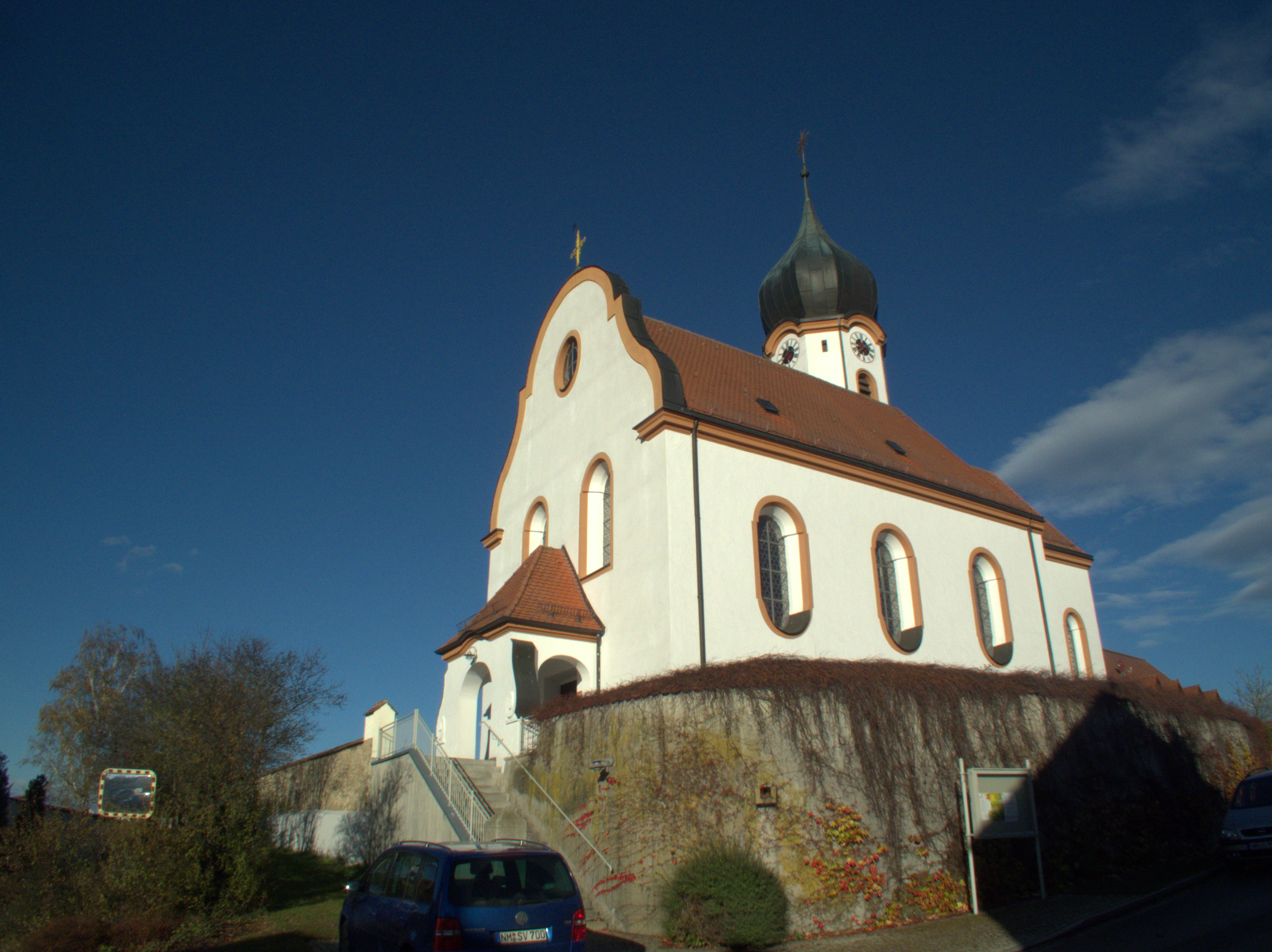
Pfarrkirche St. Katharina

## Katholische Pfarrkirche St. Katharina
Die heutige, das Ortsbild beherrschende Kirche mit ihrem Zwiebelturm und dem geschwungenen Fassadengiebel wurde nach Abbruch der alten Kirche 1906 bis 1908 im neubarocken Stil durch den Architekten Michael Kurz aus Augsburg erbaut. Das Schiff hat die Maße 14 mal 7,2 Meter. 1909 hingen zwei Glocken im Turm (von 1711 und 1769; 1953 durch neue Glocken ersetzt). Im Rahmen der Dorferneuerung wurden 1998 der Aufgang zum Vorzeichen der Kirche sowie der Friedhof und dessen Mauer neu gestaltet.
Außer der Kirche gilt als Denkmal ein wohl spätmittelalterliches Steinkreuz am östlichen Ortsausgang Richtung Forst.

## Verkehr
Sondersfeld liegt an der Kreisstraße NM 20, die hier das Sulztal quert. Gemeindeverbindungsstraßen führen in nördlicher Richtung nach Mittelricht, in südöstlicher Richtung zur Kreisstraße NM 18 und weiter nach Wettenhofen.

## Sonstiges
- Seit 1996 gibt es eine Hausbrauerei in Sondersfeld.[32]
- Ein Radweg führt von Neumarkt über Reichertshofen und Forst nach Sondersfeld und weiter nach Freystadt.

## Vereine
- Freiwillige Feuerwehr Sondersfeld
- Schützenverein Eichenlaub Sondersfeld, gegründet 1925[33]
- Burschenverein Sondersfeld
- Franz-Xaver-Verein Sondersfeld

## Persönlichkeiten
- Sebastian Kirsch, * im 17. Jahrhundert in Sondersfeld, Ratsherr in Wien, Wohltäter der (alten) Kirche von Sondersfeld, † zwischen 1724 und 1751[34]
- Josef Schwenzl, katholischer Theologe, * 18. Februar 1876 in Oberölsbach, ab 14. Oktober 1909 Pfarrer in Sondersfeld, † 6. April 1953, 1952 zum Ehrenbürger von Sondersfeld ernannt[35]
- Willibald Gailler, * 11. Juli 1954 in Sondersfeld, seit 2014 Landrat des Landkreises Neumarkt in der Oberpfalz[36]